# Reich
Pour les articles homonymes, voir Reich (homonymie).
Reich (prononcé en français : [ʁajʃ] ; prononcé en allemand : [ʁaɪç] ) est un terme de la langue allemande désignant à l’origine le territoire sur lequel s’exerçait la puissance et la souveraineté d’un prince, d’un roi ou d’un empereur, et plus tard celle d’un État. Il correspond au latin imperium, qui désigne le pouvoir suprême de commandement et le territoire sur lequel il s’étend.
Le terme a un équivalent formé sur la même racine dans plusieurs langues germaniques (Rike en norvégien, Rige en danois, Rijk en néerlandais , etc.). Il n’a pas de traduction exacte en français ; il est parfois traduit par empire, mais ne désigne pas de régime en particulier, et la république de Weimar et le régime nazi se qualifiaient officiellement de Reich. Un empire au sens constitutionnel du terme est un Kaiserreich (Reich d’un empereur), et un royaume est un Königreich (Reich d’un roi). Selon les contextes, il peut également être traduit par État, pays, nation, domaine ou territoire. En anglais, il est parfois traduit par realm, issu du français royaume.

## Histoire
Deux ensembles politiques se sont nommés Reich :
- le Saint-Empire romain de la nation germanique (Heiliges Römisches Reich deutscher Nation avec emploi du terme "Deutsch" et non "Germanisch"), un conglomérat de territoires de 962 à 1806 avec à sa tête un empereur élu des Romains.
- le Reich allemand (Deutsches Reich), État petit-allemand de 1871 à 1945.

Du point de vue des régimes, l’Allemagne a connu trois Reich :
- Le Saint-Empire romain de la nation germanique a été appelé a posteriori l’« Ancien Reich » (Altes Reich), et ensuite le « Premier Reich » (Erstes Reich).
- L'Empire allemand de 1871–1918 a été appelé le « Deuxième Reich » (Zweites Reich).
- Le régime nazi a été appelé le « Troisième Reich » (Drittes Reich).

On peut également trouver le mot Reich dans Österreich, le nom allemand pour l'Autriche, et dans Frankreich, le nom allemand pour la France. Celui-ci signifie littéralement « empire des Francs ». Pour distinguer la France actuelle du royaume des Francs du haut Moyen Âge, les historiens allemands nomment ce dernier Frankenreich (littéralement « Royaume franc »).[réf. nécessaire]
De 1871 à 1945, le terme Deutsches Reich est le nom officiel de l'État allemand, doté de nombreuses institutions fédérales, le Reichskanzler (chancelier), le Reichstag (la chambre basse du parlement allemand), le Reichsrat, la chambre haute parlement allemand, le Reichspräsident (le président du Reich), la Reichsbank (l'institut monétaire émetteur de la monnaie) ou le Reichsmark (la monnaie allemande ayant cours légal entre 1875 et 1923, puis entre 1924 et 1948).
Durant la période républicaine, la constitution dispose : « Le Reich allemand est une république. » (« Das Deutsche Reich ist eine Republik. »). Les deux termes ont pu être vus comme contradictoires : le prince Alexandre de Hohenlohe, fils du chancelier Chlodwig de Hohenlohe, écrivait au début des années 1920 : « N’est-il pas caractéristique que la république allemande porte encore le nom de Deutsches Reich et que ses fondateurs n’aient pas osé appeler officiellement ce Reich la République allemande ? »
L’écrivain nationaliste Arthur Moeller van den Bruck, dans Das dritte Reich (1923), popularise la qualification de l’Empire allemand comme « Deuxième Reich » et appelle à l’avènement d’un « Troisième Reich ». Les nazis reprennent l’expression afin de souligner leur rejet de la république mise en place en 1919 et d’inscrire leur projet dans la continuité avec les deux premiers. Arrivés au pouvoir, ils l’abandonnent plus ou moins au profit du seul terme « Reich ». Ils parlent également de « Reich de mille ans » (das tausendjährige Reich) car leur régime était censé durer plus longtemps que le « Premier Reich ».
La politique d’annexions d’Adolf Hitler dans les années 1930 marque la fin de la conception moderne de l’Allemagne comme État-nation et ressuscite un caractère expansionniste de la notion. L’historien du droit Karl Gottfried Hugelmann justifie en 1940 l’« intégration » des Tchèques dans la Grande Allemagne par la « conscience d’une mission » du Reich, et estime qu’« avec l’annexion du protectorat de Bohème et de Moravie dans le Reich grand-allemand, le caractère impérial de celui-ci […] se manifeste encore plus puissamment ». Le philosophe Carl Schmitt, dans un essai de 1939 sur la notion de Reich en droit international, avance que la langue allemande a « toujours appelé Reiche dans un sens spécifique les grandes et puissantes créations de l’histoire – l’empire des Perses, des Macédoniens et des Romains, les empires des peuples germaniques comme de leurs adversaires ». Il voit dans le Reich une zone susceptible d’être soumise à la domination d’un peuple, « un grand ordre spatial dominé par certaines idées et certains principes idéologiques, qui exclut les interventions de puissances étrangères à cet espace et qui a pour garant et protecteur un peuple à la hauteur de cette tâche. […] Le nouveau concept d’ordre d’un nouveau droit international représente notre concept du Reich, celui d’un grand ordre spatial reposant sur le peuple, porté par le peuple. » La presse nationale-socialiste fut très critique de la vision de Schmitt, accusée de forger un pendant allemand de la doctrine Monroe soumettant le « droit » du peuple allemand à l’expansion à un droit supérieur creux.
Après la disparition du Reich allemand en 1945, la République démocratique allemande a conservé le nom de la société publique de chemins de fer  mise en place en 1925, la Deutsche Reichsbahn. Il est employé encore aujourd’hui dans le nom du palais du Reichstag (Reichstagsgebäude), construit durant la période impériale.
Après la Réunification, l’expression « Quatrième Reich » a été employée par Pierre Béhar[pourquoi ?], universitaire français spécialiste de la civilisation allemande.